# 김길준 (1933년)
김길준(金吉俊, 1933년 9월 22일 ~ 2021년 6월 3일)은 대한민국의 법조인 출신 정치인이다. 제11대 국회의원과 제36·37대 군산시장을 역임하였다. 호는 성곡(省谷)이다.

## 주요 이력

### 주요 경력
- 고등고시 사법과 합격
- 전라남도 광주지방법원 판사 역임(1975년)
- 전라북도 전주지방법원 판사 역임(1976년)
- 판사 직위 퇴임(1978년)
- 변호사 김길준 법률사무소 개업
- 제11대 무소속 국회의원
- 민선 1기 전라북도 군산시장 역임(역대 정당 당속 전력: 민주당 → 무소속 → 새정치국민회의 → 무소속 → 민주당 → 무소속 → 새정치국민회의 → 새천년민주당 → 무소속)
- 대한민국 헌정회 최고위원(2001년)
- 대한민국 의정동우회 부회장(2002년)
- 기독사랑실천당 상임고문(2006년 3월 28일)
- 기독사랑실천당 상임고문 직위 퇴임과 함께 기독사랑실천당 탈당(2006년 11월 29일)

### 학력
- 1952년 전라북도 군산고등상업학교 졸업
- 1971년 서울대학교 법학과 학사

## 역대 선거 결과
|  | 16.68% |

|  | 20.50% |

|  | 49.54% |

|  | 39.64% |